# Recea (Brașov)
Recea é uma comuna romena localizada no distrito de Brașov, na região histórica da Transilvânia. A comuna possui uma área de 159.44 km² e sua população era de 3183 habitantes segundo o censo de 2007.